# Limapontia depressa
Limapontia depressa är en snäckart som beskrevs av Joshua Alder och Hancock 1862. Limapontia depressa ingår i släktet Limapontia och familjen Limapontiidae. Arten är reproducerande i Sverige. Inga underarter finns listade i Catalogue of Life.